# Inversione termica

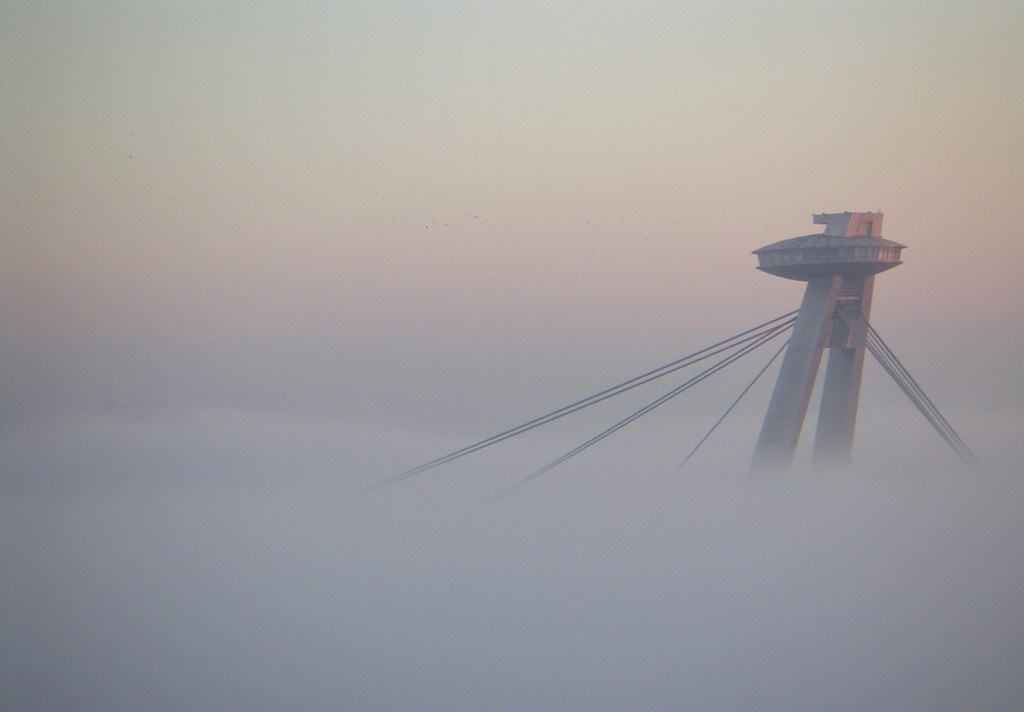
Inversione da irraggiamento con formazione di nebbia (Bratislava).

In meteorologia con il termine inversione termica si indica un particolare fenomeno o condizione del profilo termico verticale dell'atmosfera terrestre caratterizzata da un gradiente termico verticale invertito (ossia positivo) rispetto alla norma (negativo): in essa quindi la temperatura dello strato atmosferico coinvolto aumenta con la quota, anziché diminuire.

## Descrizione

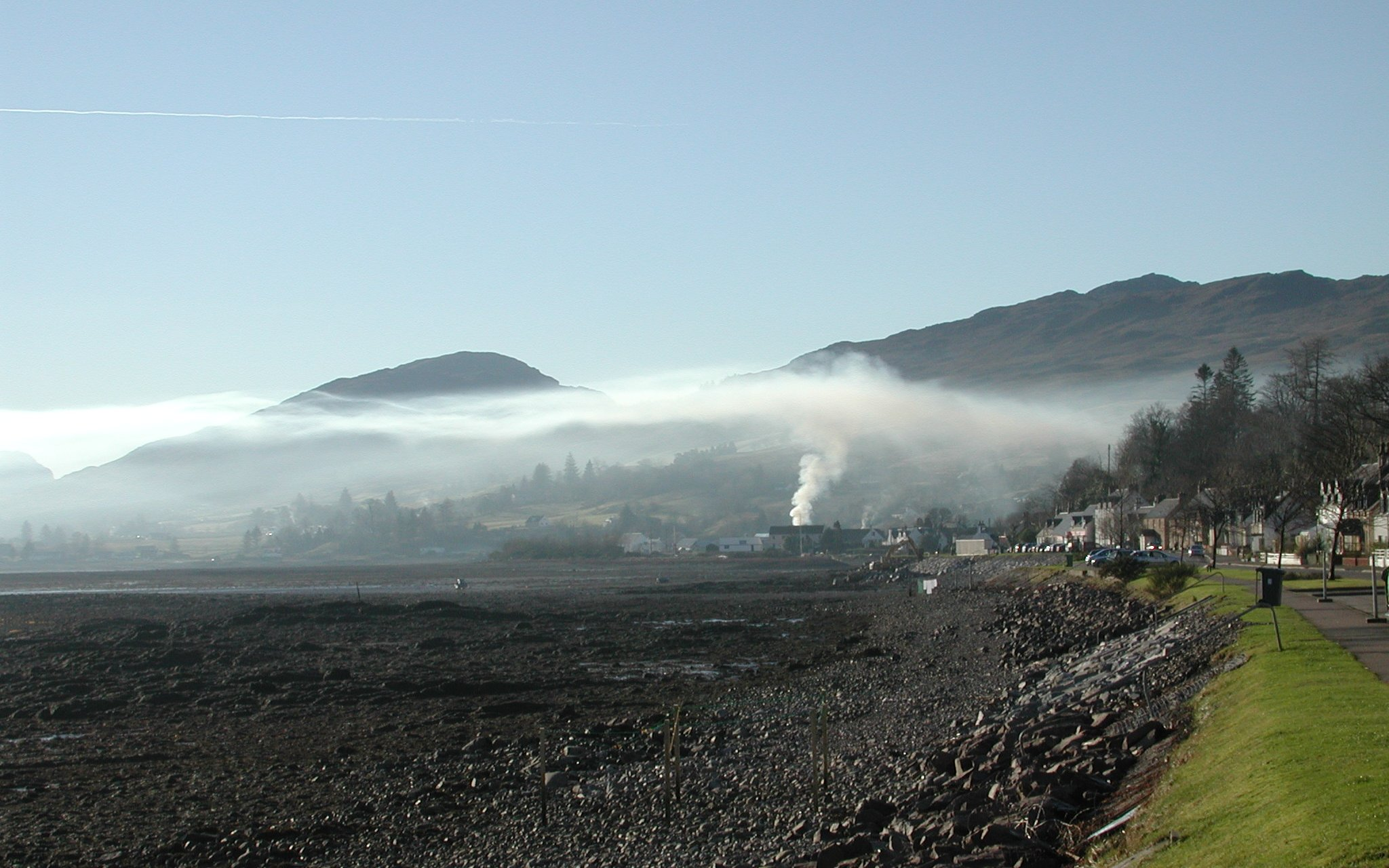
La risalita di una colonna di fumo viene bloccata da uno strato di aria calda sovrastante (Lochcarron).

Normalmente in libera atmosfera la temperatura dell'aria diminuisce all'aumentare della quota altimetrica (il gradiente termico verticale in media è di circa 6,5 gradi ogni 1000 metri di quota (0,65 °C/100m).
Questo accade perché l'aria, una volta entrata in contatto col suolo a temperatura maggiore (perché ad esempio riscaldato dal Sole), aumenta la sua temperatura per convezione e tende ad alzarsi di quota (un suolo freddo, come quello di un ghiacciaio, genera un effetto opposto). Una volta riscaldata e salita di quota, l'aria, sottoposta a una pressione inferiore, si espande adiabaticamente e si raffredda generando così un gradiente termico negativo (diminuzione della temperatura con la quota). La temperatura del suolo e quella dell'aria nella sua prossimità sono dunque strettamente legate.
Durante un'inversione termica accade il fenomeno opposto: salendo di quota l'aria risulta più calda (gradiente termico positivo). Ciò può accadere sia in quota per effetto di subsidenza atmosferica che al suolo per effetto dell'irraggiamento terrestre notturno. L'intensità del fenomeno può essere anche notevole con la temperatura che aumenta fino a diversi gradi in poche centinaia di metri di quota.
La formazione/dissolvimento di uno strato di inversione termica passa necessariamente attraverso la formazione di uno strato temporaneo di omotermia verticale. Inversioni termiche persistenti e del tutto normali sono invece quelle che delimitano i vari strati di suddivisione atmosferica: nell'intera stratosfera così come nell'intera termosfera ed esosfera la temperatura aumenta con la quota per effetto dell'assorbimento diretto della radiazione solare.

### Cause

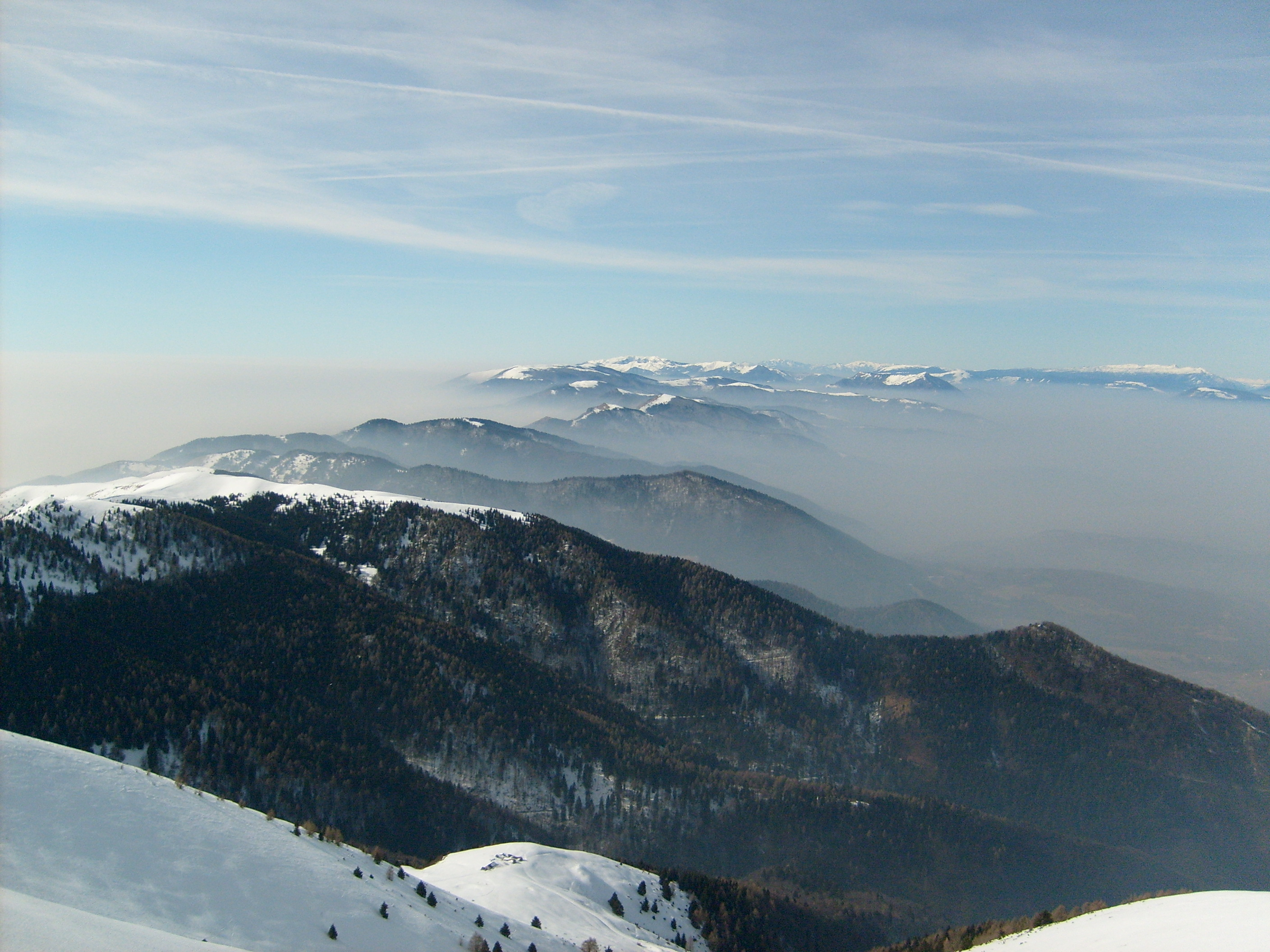
Inversione termica in montagna (Col Visentin).

Durante il giorno i raggi solari spesso non riescono a riscaldare il suolo sia per l'aumentata inclinazione d'inverno, sia per la ridotta durata del giorno (sempre d'inverno), sia per l'eventuale presenza di neve che riflette fortemente la luce solare diretta (effetto albedo); di conseguenza l'aria a contatto con il terreno al calar del sole si raffredda molto rapidamente, raggiungendo temperature inferiori rispetto a quella degli strati atmosferici sovrastanti, col risultato che la temperatura risulta più bassa in pianura che in montagna.
Nelle zone montane, inoltre, al calar del sole i pendii (specie quelli non esposti alla radiazione solare diretta) tendono a raffreddarsi più velocemente del fondovalle più caldo, ma l'aria fredda, più densa e più pesante per unità di volume rispetto a quella calda, scende a valle scalzando l'aria calda, che a sua volta sale di quota, generando così l'inversione nel fondovalle dove si registrano le temperature più basse al primo mattino.
Tale condizione di inversione è una condizione metastabile dell'atmosfera ovvero del tutto reversibile: in genere l'insolazione diurna è in grado di distruggere lo strato di inversione ripristinando il normale gradiente termico negativo, ma in determinate condizioni atmosferiche il fenomeno tende a ripresentarsi con frequenza e intensità sempre maggiori determinando un'inversione termica permanente anche durante il dì che può durare anche per molti giorni fino al definitivo mutare della circolazione atmosferica.

### Effetti

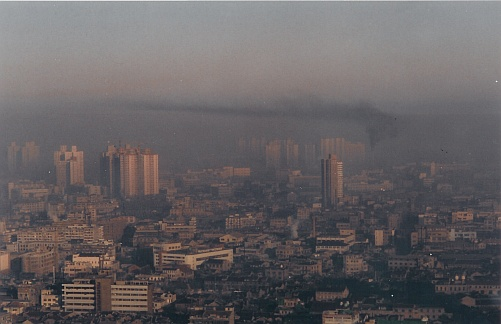
Smog invernale con mancata dispersione verticale dell'aria (Shanghai).

L'inversione termica genera uno strato fortemente stabile rispetto alla convezione limitando così ogni rimescolamento verticale. Lo scarso o nullo rimescolamento unito al raffreddamento favoriscono spesso la formazione di foschie dense, nebbie fitte e persistenti e/o smog nello strato d'aria fredda al suolo specie nelle grandi aree di conurbazione. È proprio con queste condizioni che si verificano infatti situazioni di forte inquinamento atmosferico e relative preoccupazioni per la salute pubblica nelle grandi città o aree metropolitane. Spesso inoltre in queste condizioni il tempo è uggioso, rigido e umido al di sotto dello strato d'inversione e soleggiato e mite al di sopra del mare di nebbia. D'inverno il fenomeno dell'inversione concorre alla formazione di brinate e gelate al suolo in pianura e nelle valli.
Il fenomeno dell'inversione termica è a sua volta una condizione atmosferica necessaria per il formarsi del gelicidio al suolo. L'inversione di temperatura causa anche un'alterazione del profilo di densità dell'aria che fa variare a sua volta l'indice di rifrazione con effetti sulla radiopropagazione dei segnali radio nelle telecomunicazioni e che è alla base anche di alcuni fenomeni ottici in atmosfera quale i miraggi e la fata morgana.

### Occorrenza
Le inversioni termiche al suolo sono più frequenti e intense durante la stagione invernale e i periodi di alta pressione e scarsa circolazione dell'aria: nelle notti serene e con assenza di vento, a causa della rapida perdita di calore per irraggiamento degli strati prossimi al suolo, si forma un cuscinetto di aria gelida a basse quote. Nei mesi caldi l'accentuata insolazione e la conseguente convezione favoriscono invece un gradiente termico verticale nella norma cioè negativo almeno durante il giorno. Tuttavia anche d'estate sono possibili fenomeni di inversione termica purché accompagnati dalle medesime condizioni atmosferiche.
Zone come la Pianura Padana, le pianure dell'Europa centrale e le valli interne dei monti, sono ad esempio frequentemente soggette al fenomeno dell'inversione termica d'inverno.